# Beau Bridges
Lloyd Vernet Bridges III (Los Ángeles, 9 de diciembre de 1941), más conocido como Beau Bridges, es un actor estadounidense.

## Biografía
Hijo del también actor Lloyd Bridges y Dorothy Dean Simpson. Fue llamado "Beau" por el hijo de Ashley Wilkes en Lo que el viento se llevó. Bridges es hermano del también actor Jeff Bridges, nacido en 1949.
Durante su juventud trató de ser jugador profesional de baloncesto, jugando con los equipos de las universidades UCLA y la Universidad de Hawái. Desistió en este propósito y se dedicó a la interpretación.
Ya en 1949 había actuado en la película The Red Pony. Ha tenido diversas participaciones en cine y televisión a lo largo de su carrera. Probablemente su papel más memorable en cine lo realizó en la producción The Fabulous Baker Boys de 1989, junto a su hermano Jeff y la actriz Michelle Pfeiffer, quién recibió una nominación al premio de la Academia por su papel en la película.

## Filmografía seleccionada
- La fuerza del mal (1948)
- Zamba (1949)
- Village of the Giants (1965)
- Bonanza. Jusrice. S8 E17 (1966)
- The Incident (1967)
- Un hombre para Ivy (For Love of Ivy) (1968)
- The Landlord (1970)
- The Other Side of the Mountain (1975)
- Two-Minute Warning (1976)
- Greased Lighting (1977)
- Las cuatro plumas (1978)
- The Runner Stumbles (1979)
- Norma Rae (1979)
- Silver Dream Racer (1980)
- Fuga de noche (1982)
- Love Child (1982)
- Heart Like a Wheel (1983)
- Hotel New Hampshire (1984)
- Alice in Wonderland (1985) (TV)
- The Fabulous Baker Boys (1989)
- Signs of Life (1989)
- The Wizard (1989)
- Without Warning: The James Brady Story (1991) (TV)
- Juntos para vencer (1992)
- Jerry Maguire (1996)
- Hidden in America (1996)
- The Defenders: Payback (1997) (TV)
- El astronauta (1997)
- Common Ground (2000)
- Voyage of the Unicorn (2001)
- Sightings: Heartland Ghosts (2002)
- Evel Knievel (2004) (TV)
- 10.5 (2004) como el presidente Paul Hollister (TV).
- Smile (2005)
- The Ballad of Jack and Rose (2005)
- Into the West (2005)
- Stargate SG-1 (2005-2007)(TV)
- My Name Is Earl (2005-2009) como Carl Hickey (TV)
- 10.5: Apocalypse (2006) como el presidente Paul Hollister (TV).
- Charlotte's Web (2006) (voz)
- The Good German (2006)
- Stargate: The Ark of Truth (2008) como el general Landry (TV).
- Stargate: Continuum (2008) como el general Landry (TV).
- Max Payne (2008)
- Desperate Housewives (2009, 5ª temporada) (TV)
- My Girlfriend's Boyfriend (2010)
- Franklin & Bash (2011) como Leonard Franklin.
- White Collar  (2011) como el Agente Kramer.
- Brothers and Sisters (2011)
- The Descendants (2011) como Hugh King
- Columbus Circle (2012) como doctor Raymond Fontaine
- The Millers (2013-2015) como Tom Miller.
- Masters of Sex (2013-2015) (TV)
- El cuento de la princesa Kaguya (2014) como el príncipe Kuramochi
- Underdog Kids (2015) como Ron
- The Mountain Between Us (2017) como Walter
- Galveston (2018)
- All About Nina (2018) como Larry Michaels
- Homeland (2018-2020) como Ralph Warner (TV)
- Dreamin' Wild (2023) como Don Sr.[1]